# Tiếng lóng Internet
Tiếng lóng Internet (cũng gọi từ lóng trên mạng, chatspeak) (tiếng Anh: Internet slang) là một dạng ngôn ngữ không chuẩn, phi chính thức được mọi người trên Internet sử dụng để giao tiếp với nhau. Một ví dụ về tiếng lóng Internet là "LOL" nghĩa là "cười to". Vì tiếng lóng Internet liên tục thay đổi, nên rất khó để đưa ra một định nghĩa chuẩn hóa. Tuy nhiên, nó có thể hiểu là bất kì loại tiếng lóng nào mà người dùng Internet đã phổ biến, và trong nhiều trường hợp là đã đặt ra. Các thuật ngữ như vậy thường bắt nguồn từ mục đích là tiết kiệm các lần gõ phím, hoặc để bù đắp cho các giới hạn kí tự nhỏ. Nhiều người sử dụng các từ viết tắt giống như nhau trong việc nhắn tin văn bản, nhắn tin tức thời hay các dịch vụ mạng xã hội. Từ viết tắt từ chữ đầu, kí hiệu bàn phím và những chữ viết tắt là các loại tiếng lóng phổ biến trên Internet. Các "phương ngữ" mới của loại tiếng lóng này, chẳng hạn như phương ngữ leet hay Lolspeak, được phát triển dưới dạng meme Internet nhập nhóm hơn là dạng mục đích tiết kiệm thời gian. Nhiều người cũng dùng tiếng lóng Internet trong cả giao tiếp trực diện, ngoài đời thực.

## Hình thành và phát triển